# 神戸市交通局500形電車
神戸市交通局500形電車（こうべしこうつうきょく500がたでんしゃ）は、かつて神戸市交通局（神戸市電）で使用されていた路面電車車両である。1919年から1931年にかけて、6グループ97両が製造された。

## 概要

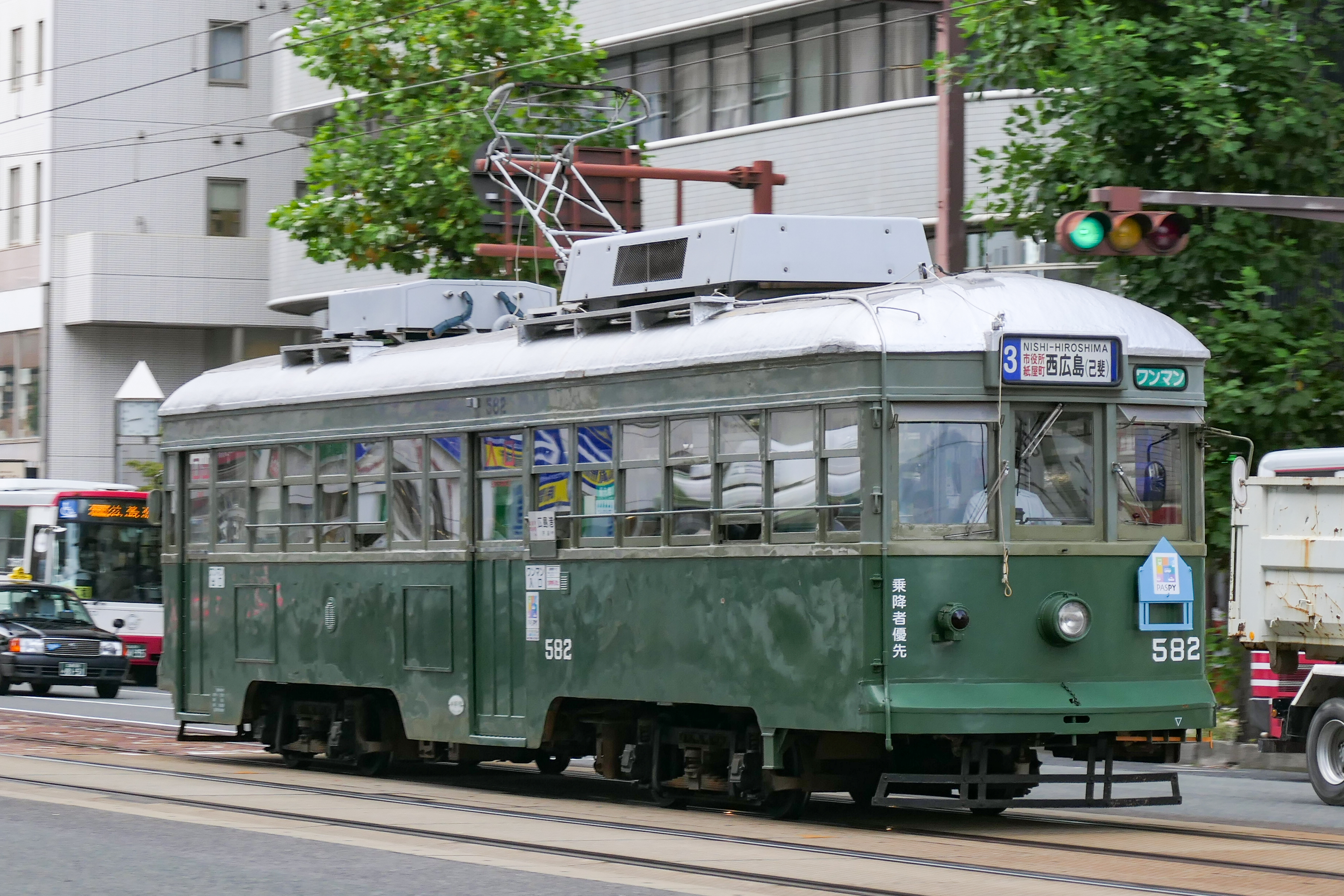
570形582（元J車）これは広島電鉄譲渡後の写真だが、大型方向幕以外は神戸時代とあまり変わらない。

1919年に、日本初の低床式ボギー車として登場したC車 (91 - 100) ・翌1920年にその増備車として登場したE車 (151 - 170) を1923年に501 - 530に改番した木造車グループと、1923年に登場したI車 (531 - 550) ・1924年に登場のJ車 (551 - 562) ・1926年から1928年にかけて登場したK車 (563 - 587)・1931年に登場したL車 (588 - 597) の鋼製車4グループからなる合計6グループで構成されていた。
鋼製車のI・J・K車は、中央扉の戸袋窓に楕円形の飾り窓を持ち、屋根も深めだったのに対し、L車は飾り窓が普通の窓に変更され、屋根もやや浅めになるなど、それまでの各車とは少し車体の仕様が異なっていた。
木造車のC車のグループは1932年に600形に、同じく木造車のE車と、鋼製車のI車のグループは1935年から1938年にかけて700形にそれぞれ改造された。I車については、製造後僅か15年程度での更新となった。
引き続き、J・K・L車も700形へ改造することが計画されていたが、日中戦争が太平洋戦争に拡大する過程で、物資不足や乗客の急増などの理由により改造は中止され、代わって800形が製造された。
太平洋戦争末期の神戸大空襲では、J車は12両中8両、K車は25両中11両、L車は10両中3両が被災し廃車となり、台車などの部品の一部は戦後に製造された800形に流用された。また1950年には、残る25両の残存車に対し、欠番を生めるための改番が実施されたが、1952年～1953年に状態不良の為に3両が廃車された。
残る22両は原型のまま使用されていたが、もっとも新しい車輌でも既に製造30年を経過し、車体の老朽化も目立ってきたことから、1958年から1962年にかけて大阪車輌工業において大規模な更新改造が実施された。この際、車体外板は全面的に張り替えられてリベットが無くなり、側面窓は1段下降窓から2段上昇窓に変更、乗降扉も、従来の3扉から前中扉の2扉に変更され、前扉は折り戸から引き戸に変更された。また再度改番が実施され、残存車は571～592に整理された。なお、K車の581･582及びL車の588･589の4両は更新対象から外され、原型のまま1969年まで使用された。なお、更新車については、書類上は新造扱いとなっている。
1968年には、更新工事を受けた18両のうち、事故で大破し休車中の583号（のち廃車）を除く17両がワンマン改造を実施された。
その後もワンマンカーとして神戸市電全廃まで使用された。製造から既に40年以上経過していたが、更新済みで車体状態も良かった事から広島電鉄へ譲渡される事になり、廃止翌日より広島へ輸送され、整備の後570形となった。現在もJ車（557から592を経て広電譲渡時に582に改番）が1両のみ使用されている。またC車の91の前面が復元され、神戸市交通局名谷車両基地で保管されている。

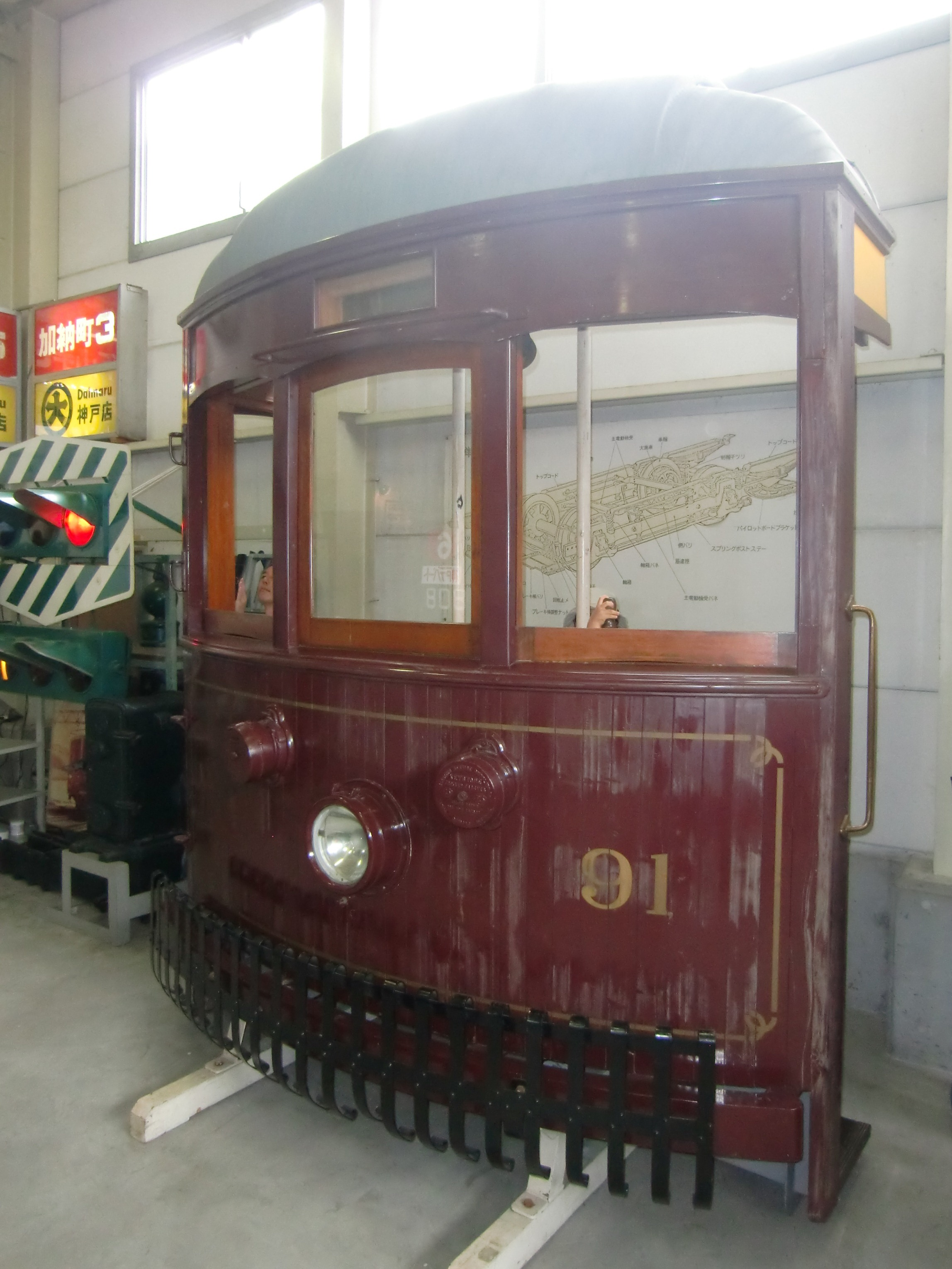
名谷車両基地内の神戸市電庫で保存されている91号の前頭部（2012年10月）